# Операция «Убежище для союзников»
Операция «Убежище для союзников» (англ. Operation Allies Refuge) — военная операция Соединённых Штатов по переброске по воздуху отобранных афганских гражданских лиц, находящихся в зоне риска, в частности переводчиков, сотрудников посольства США и других потенциальных соискателей Специальной иммиграционной визы (SIV) из Афганистана. Военные США также помогают союзникам по блоку НАТО в их усилиях по эвакуации собственного персонала через Кабульский международный аэропорт. Одновременно с этим осуществляется вывод американских войск из страны.

## Ход операции
30 июля 2021 года первая группа из 200 афганских беженцев прибыла на военную базу Форт-Ли, штат Виргиния, для обработки SIV, при этом по меньшей мере 20 000 владельцев и заявителей SIV остаются в процессе перемещения.
12 августа, после ухудшения ситуации в Афганистане, администрация Байдена объявила, что 5000 военнослужащих США будут развёрнуты в международном аэропорту Кабула, чтобы обеспечить эвакуацию персонала посольства, граждан США и заявителей на получение гражданства. 15 августа, после падения Кабула, министерство обороны США и Государственный департамент США объявили о расширении военного присутствия в аэропорту почти до 6000 военнослужащих. Позже в тот же день американские военные взяли под контроль управление воздушным движением аэропорта.
Тысячи людей в аэропорту Кабула 15—16 августа пытались вылететь из страны на военно-транспортных самолётах. Аэропорт Кабула стал эпицентром развивающегося конфликта. Тысячи афганцев пытались покинуть страну. Для наведения порядка военные США открыли огонь в воздух; известно о пяти погибших в результате давки на взлётно-посадочной полосе и о нескольких погибших после стрельбы. Толпы людей пытались попасть на борт американских военно-транспортных самолётов C-17 на взлётной полосе в аэропорту Кабула. Люди забирались на крылья и шасси. 16 августа появилось видео, на котором с борта самолёта американских военно-воздушных сил, взлетающего из Кабульского аэропорта, падают люди.

### Эвакуация граждан США и беженцев

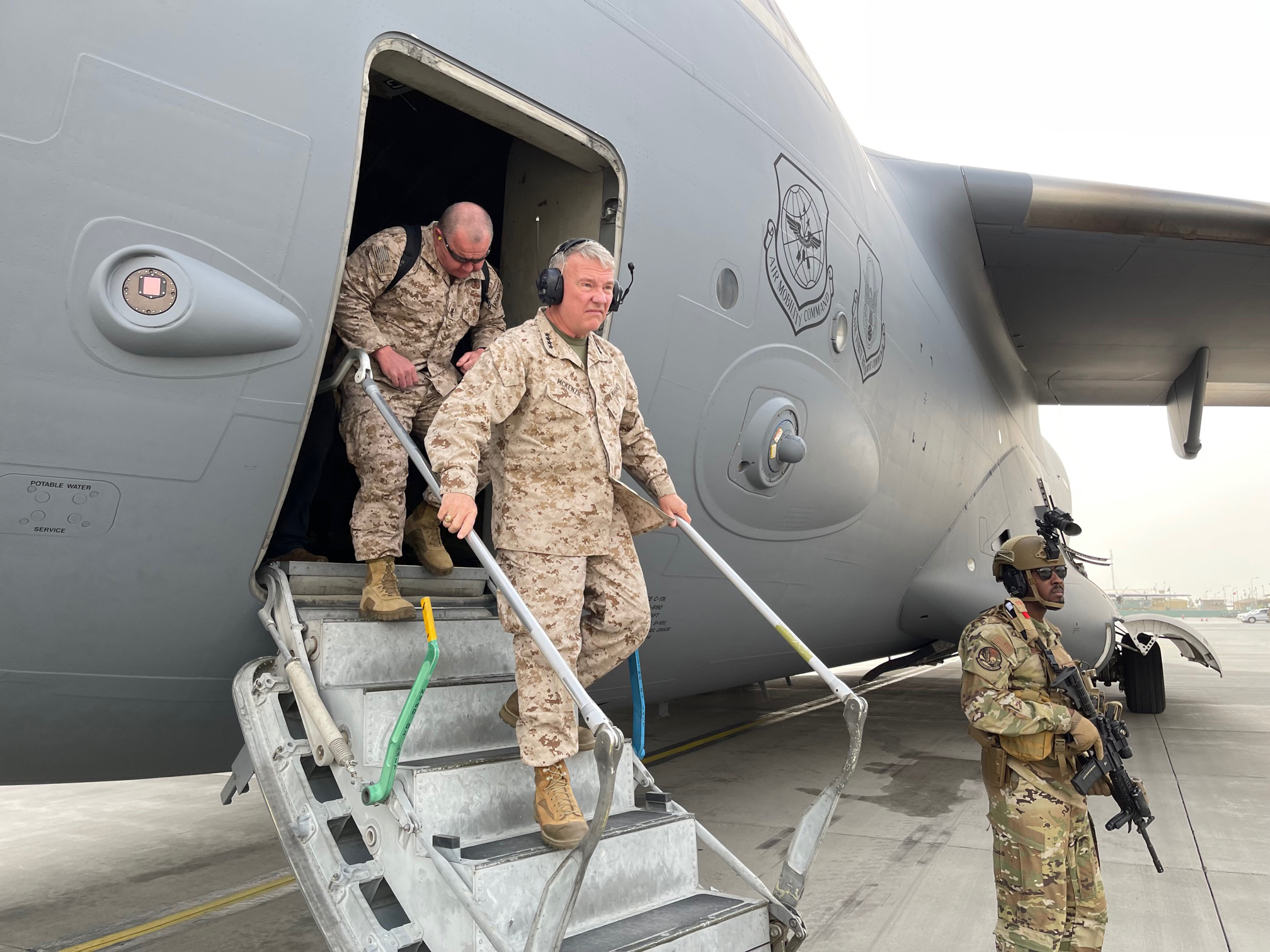
Руководитель эвакуации командующий CENTCOM генерал Кеннет Ф. МакКензи (август 2021)

16 августа грузовой самолёт C-17 (чья обычная грузоподъёмность 150 десантников) благополучно эвакуировал из Кабула 823 человека на авиабазу Аль-Удейд в Катаре. 17 августа около 1100 человек были эвакуированы 13 рейсами. Белый дом сообщил, что более 3200 граждан США, постоянных жителей и беженцев были эвакуированы из страны, а почти 2000 афганских переводчиков были доставлены в США. 18 августа было эвакуировано около 2000 человек. 19 августа Госдепартамент сообщил, что военные самолёты США эвакуировали из страны почти 5000 человек. 20 августа ещё примерно 5700 человек были эвакуированы 16 рейсами. По оценкам Пентагона, общее число эвакуированных за июль—август составило около 120 тысяч человек.

### Эвакуация американских военных
Около 6 тысяч военнослужащих обеспечивали эвакуацию гражданских специалистов и дипломатов из Кабула. 
 На рассвете 31 августа последний американский солдат покинул землю Афганистана.

## Жертвы террористических атак

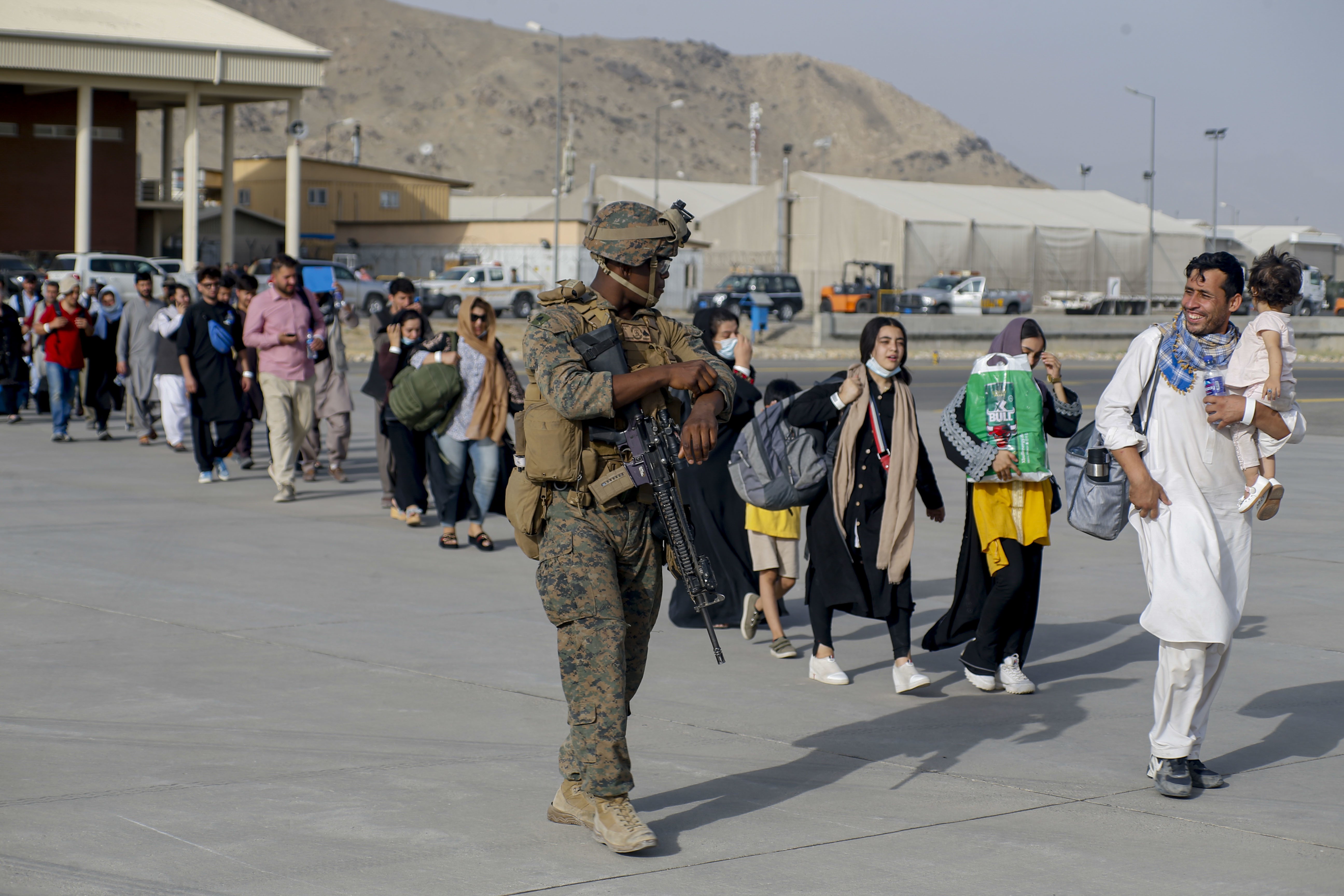
Поток пассажиров на лётном поле международного аэропорта Кабул

Вечером 26 августа член террористической группировки «Хорасан» подорвал пояс смертника на входе в Кабульский аэропорт. Кроме него погибло ещё 72 человека: 60 гражданских и 12 американских военных. Более 150 афганцев получили ранения.
Второй взрыв прогремел немного позже у отеля «Барон». Заминированный автомобиль находился на территории, расположенной между талибами и иностранными войсками. Теракт унёс жизни 28 талибов. Число раненых уточняется. В последовавшей затем перестрелке погиб ещё один американский солдат.